# Stathmodera conradti
Stathmodera conradti är en skalbaggsart som beskrevs av Stefan von Breuning 1960. Stathmodera conradti ingår i släktet Stathmodera och familjen långhorningar. Inga underarter finns listade i Catalogue of Life.